# 1561 w literaturze
Wydarzenia literackie w 1561 roku.

## Nowe książki
- polskie
  - Biblia Leopolity

## Nowe poezje
- polskie
  - Jan Kochanowski – O śmierci Jana Tarnowskiego